# Le Connétable de Bourbon
Pour plus de détails, voir Fiche technique et Distribution.
Le Connétable de Bourbon est un téléfilm réalisé par Jean-Pierre Decourt pour la télévision française en 1978 et faisant partie de la série Les Grandes Conjurations, reconstitution historique qui brosse le portrait de Charles III, connétable de Bourbon, cousin de François Ier, déclaré traître pour s'être rallié à Charles Quint.